# Брантом (коммуна)
Бранто́м (фр. Brantôme) — коммуна во Франции, находится в регионе Аквитания. Департамент — Дордонь. Административный центр кантона Брантом. Округ коммуны — Перигё.
Код INSEE коммуны — 24064.

## География

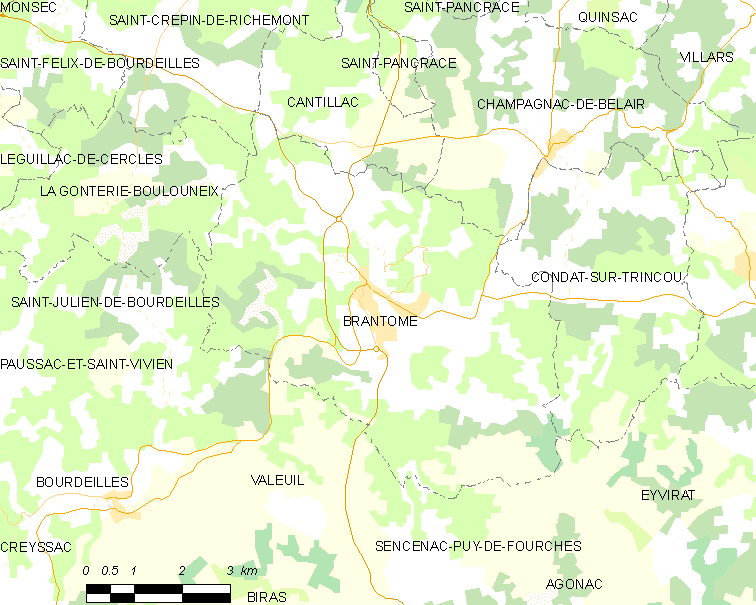
Карта коммуны

Коммуна расположена приблизительно в 410 км к югу от Парижа, в 115 км северо-восточнее Бордо, в 21 км к северу от Перигё.
По территории коммуны протекают реки Дрон и Коль.

### Климат
Климат умеренный океанический со средним уровнем осадков, которые выпадают преимущественно зимой. Лето здесь долгое и тёплое, однако также довольно влажное, здесь не бывает регулярных периодов летней засухи. Средняя температура января — 5 °C, июля — 18 °C. Изредка вследствие стечения неблагоприятных погодных условий может наблюдаться непродолжительная засуха или случаются поздние заморозки. Климат меняется очень часто, как в течение сезона, так и год от года.

## Население
Население коммуны на 2010 год составляло 2152 человека.
| 1962 | 1968 | 1975 | 1982 | 1990 | 1999 | 2010 |
| ---- | ---- | ---- | ---- | ---- | ---- | ---- |
| 1966 | 1991 | 2026 | 2101 | 2080 | 2044 | 2152 |

## Администрация
| Период | Период | Фамилия         | Партия                       | Примечания                                                        |
| ------ | ------ | --------------- | ---------------------------- | ----------------------------------------------------------------- |
| 1947   | 1955   | Сильвен Дюмазе  |                              |                                                                   |
| 1955   | 1965   | Жорж Бонне      |                              | депутат парламента (1956—1968)                                    |
| 1965   | 1989   | Ален Поль Бонне |                              | региональный советник (1973—1986); депутат парламента (1973—1993) |
| 1989   | 1995   | Филипп Лакстон  |                              |                                                                   |
| 1995   | 2001   | Ален Поль Бонне | Радикальная левая партия     | депутат парламента (1973—1993)                                    |
| 2001   | 2008   | Ги Дювивье      | беспартийный → Разные правые | полковник в отставке                                              |
| 2008   | 2020   | Моник Ратино    | беспартийный                 | адвокат                                                           |

## Экономика
В 2010 году среди 1203 человек трудоспособного возраста (15-64 лет) 843 были экономически активными, 360 — неактивными (показатель активности — 70,1 %, в 1999 году было 70,2 %). Из 843 активных жителей работали 759 человек (393 мужчины и 366 женщин), безработных было 84 (36 мужчин и 48 женщин). Среди 360 неактивных 67 человек были учениками или студентами, 187 — пенсионерами, 106 были неактивными по другим причинам.

## Достопримечательности
- Церковь Нотр-Дам (XVI век). Исторический памятник с 1958 года[5]
- Аббатство святого Петра[фр.] (XII век). Исторический памятник с 1840 года[6]
- Замок Пюимарто (XVI век). Исторический памятник с 1981 года[7]
- Замок Йерс (XVI век). Исторический памятник с 1892 года[8]
- Пещерное жилище Клюзо-де-Шамбребрюн (X век). Исторический памятник с 1988 года[9]
- Дольмен Ла-Пьер-Леве (эпоха неолита). Исторический памятник с 1889 года[10]
- Дом около моста (XVII век). Исторический памятник с 1931 года[11]
- Дом XII века. Исторический памятник с 1958 года[12]
- Дом XIV века. Исторический памятник с 1929 года[13]

## Фотогалерея

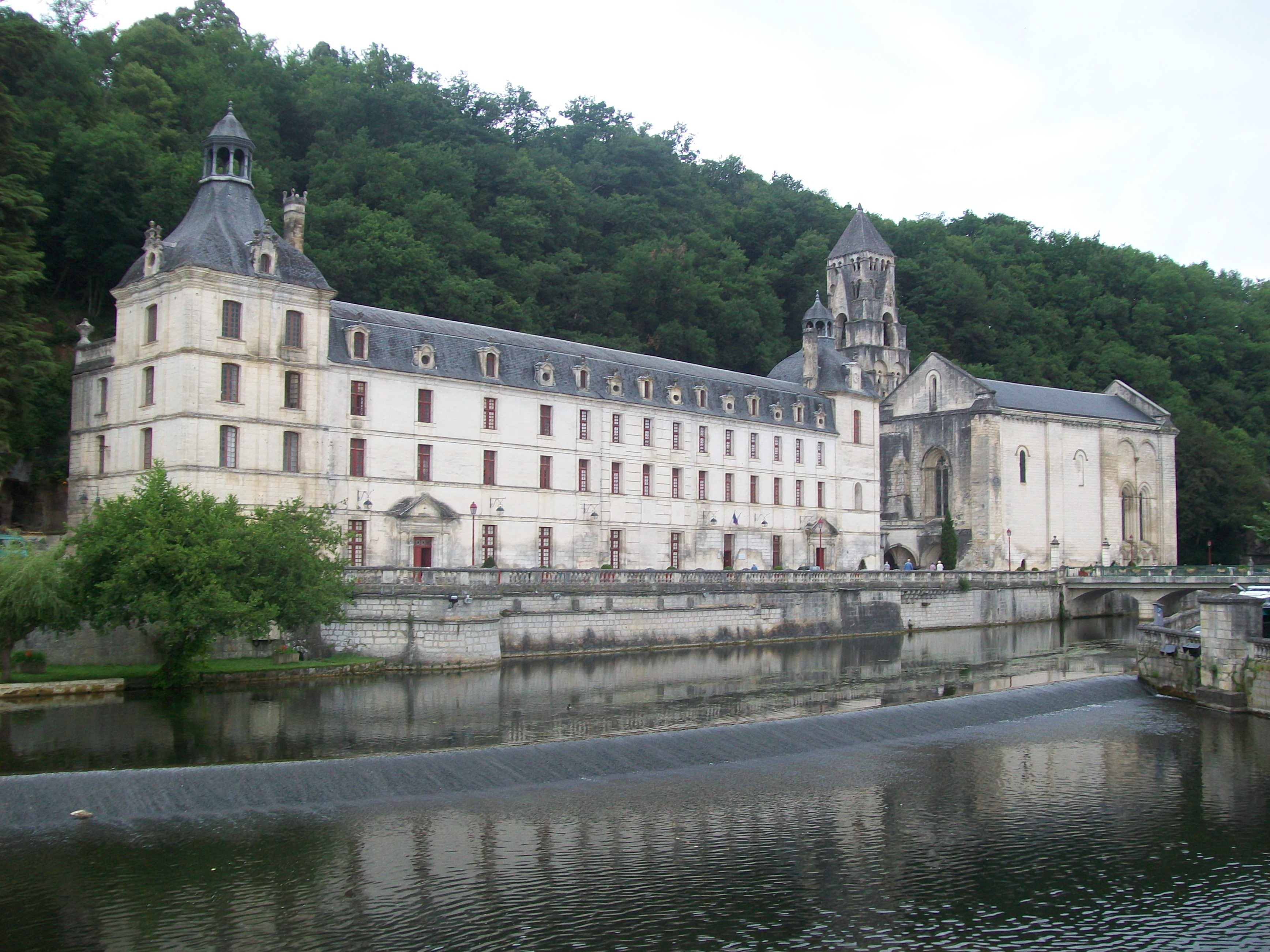
Аббатство Св. Петра
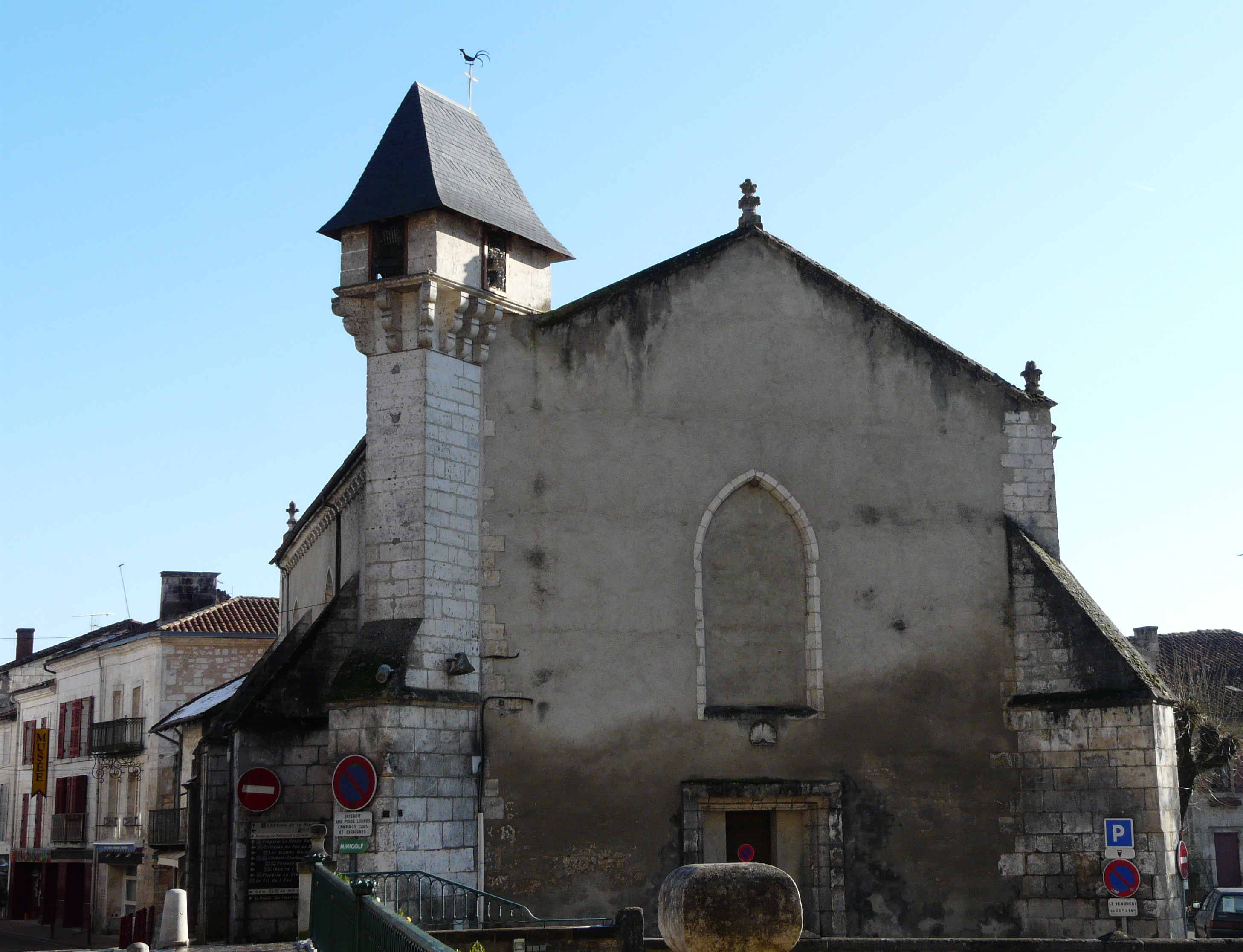
Церковь Нотр-Дам
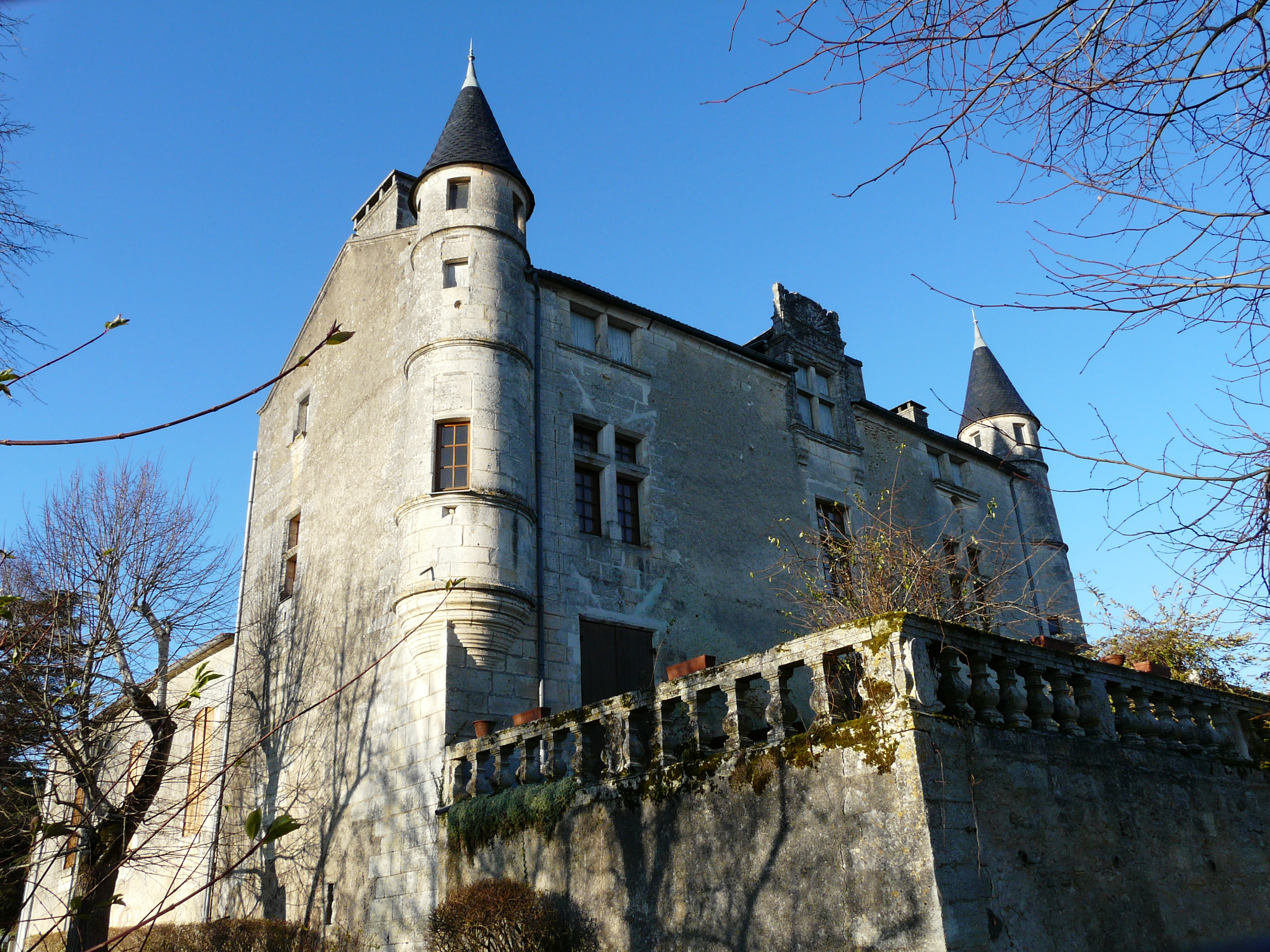
Замок Пюимарто
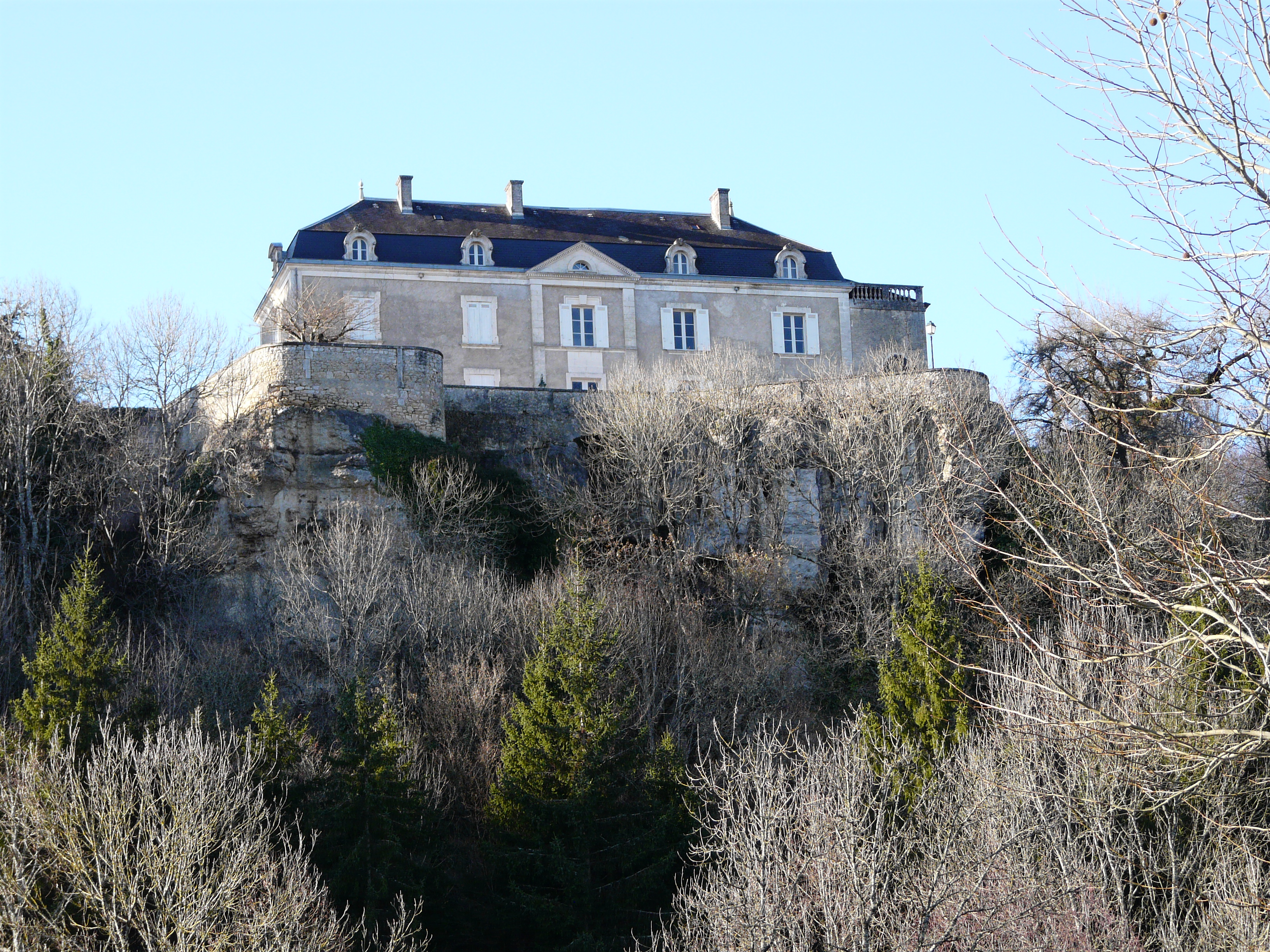
Замок Рош
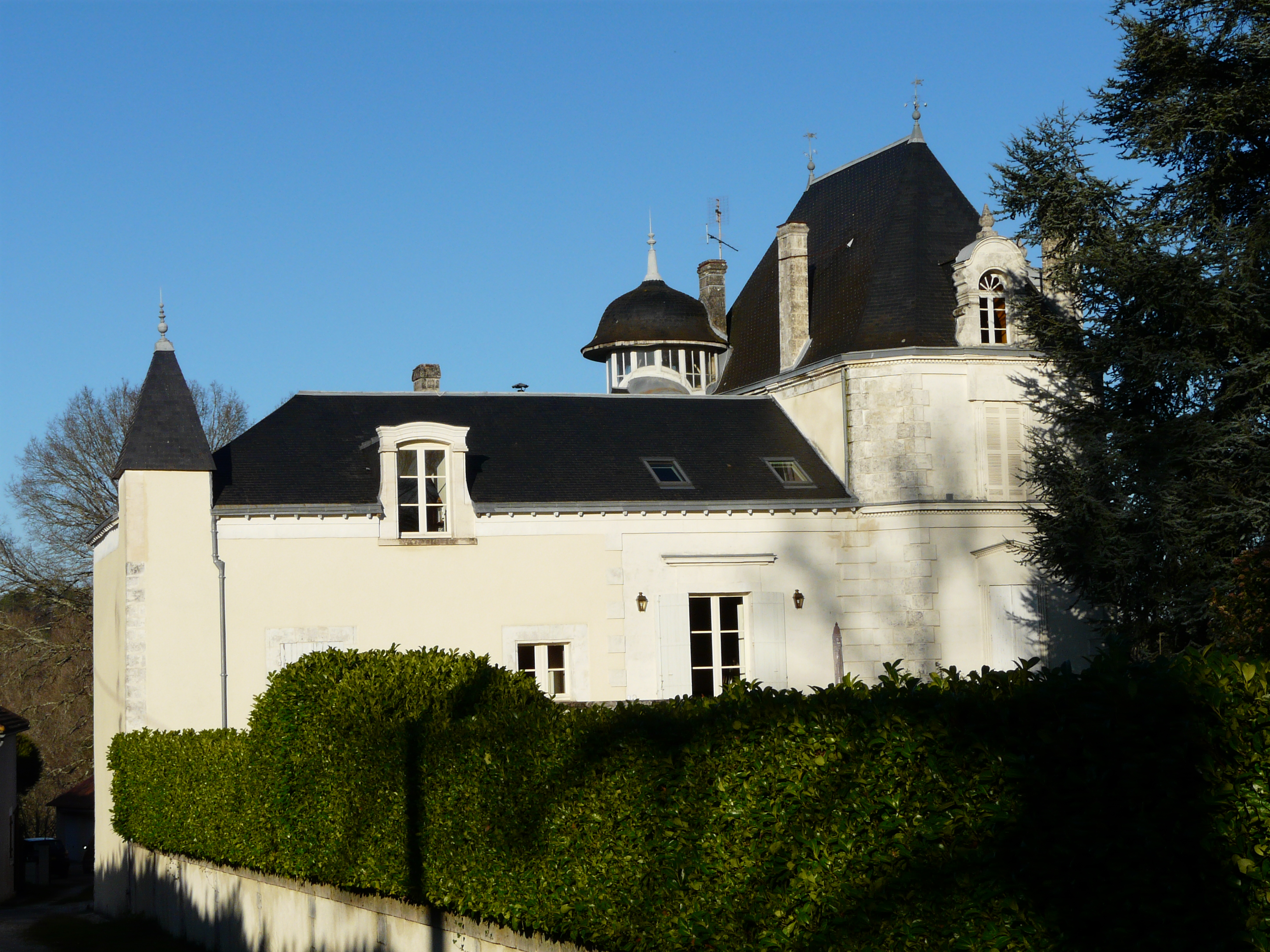
Замок Терм
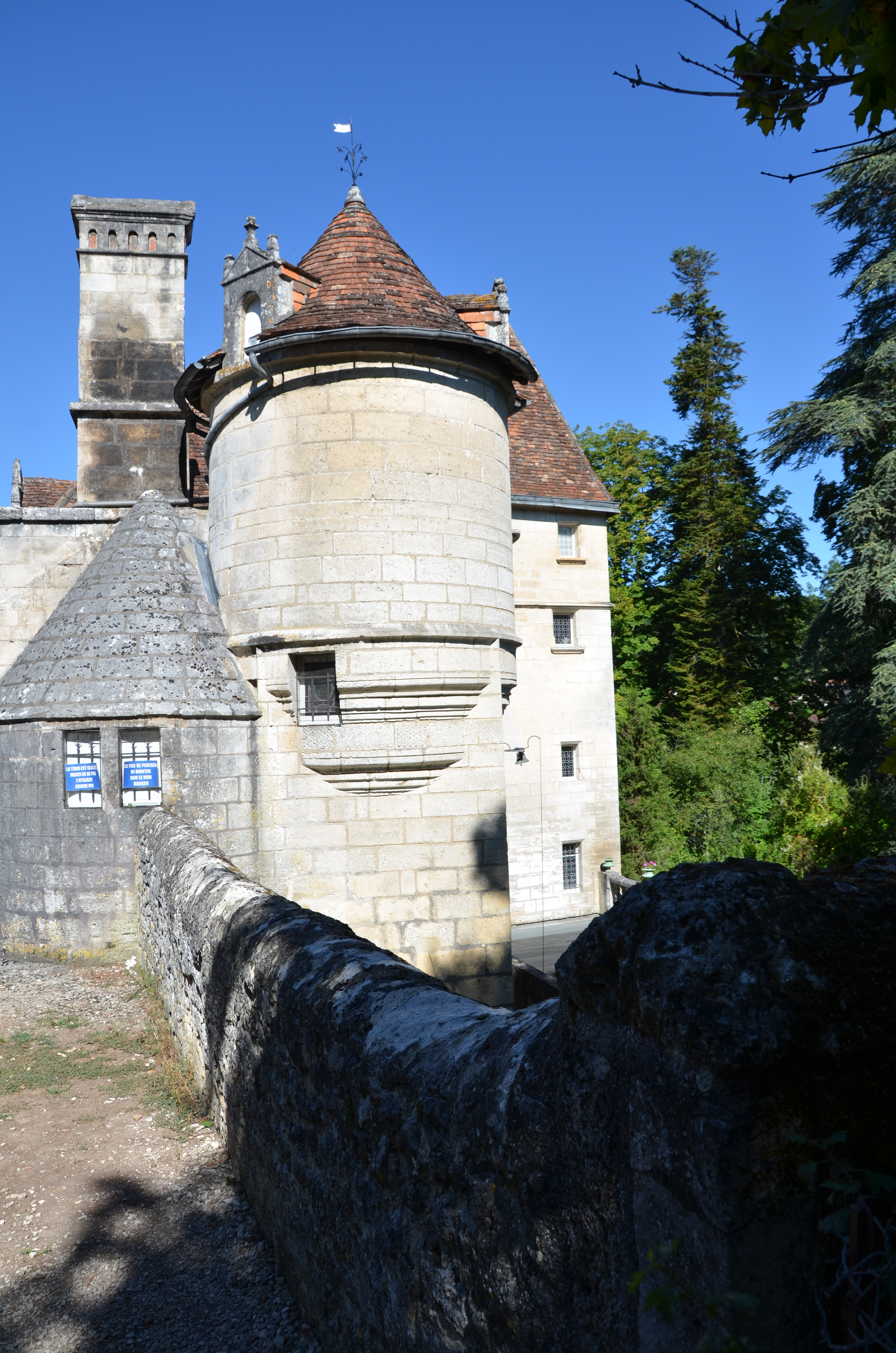
Замок Йерс
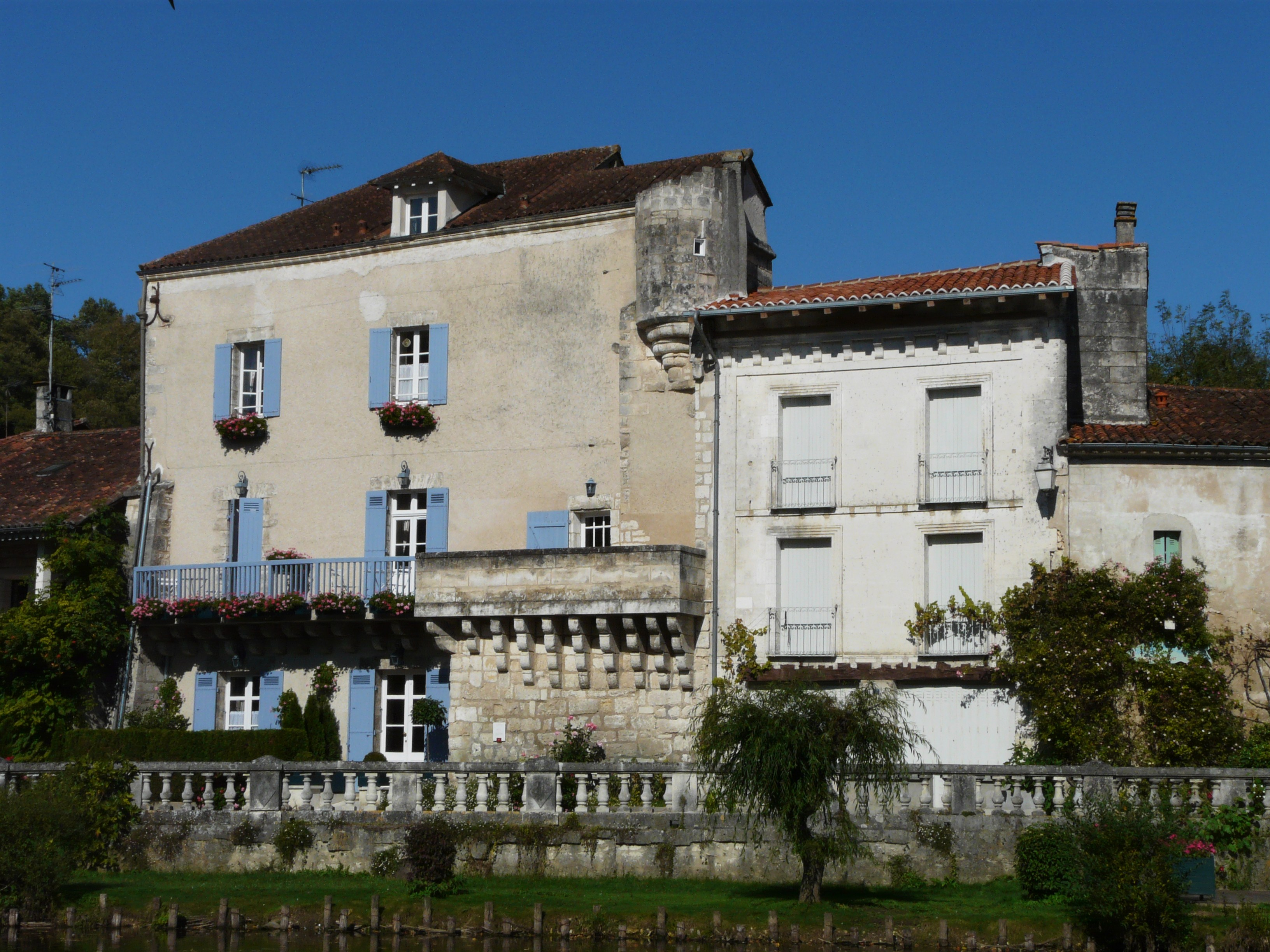
Особняк Аббе
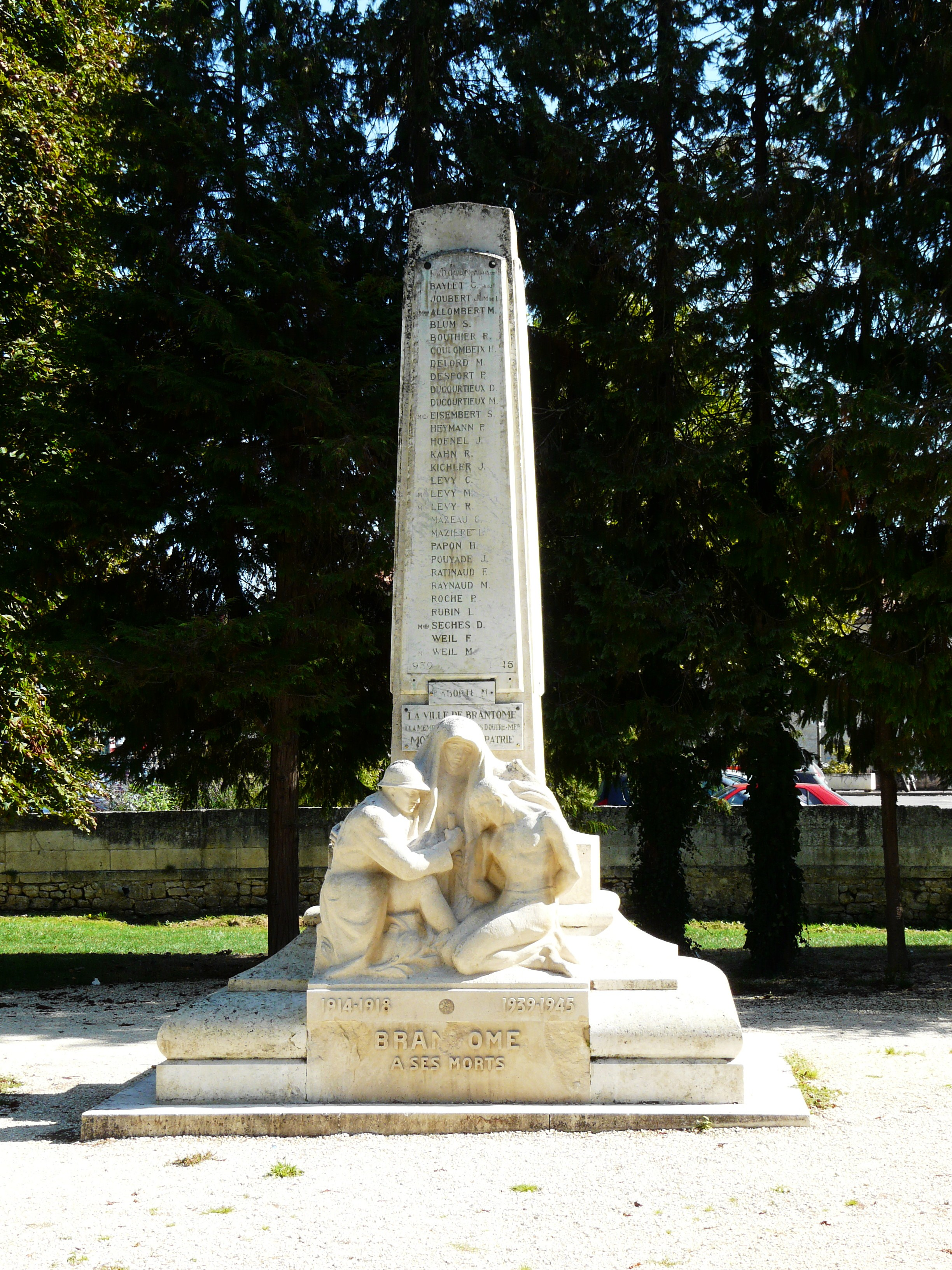
Военный мемориал
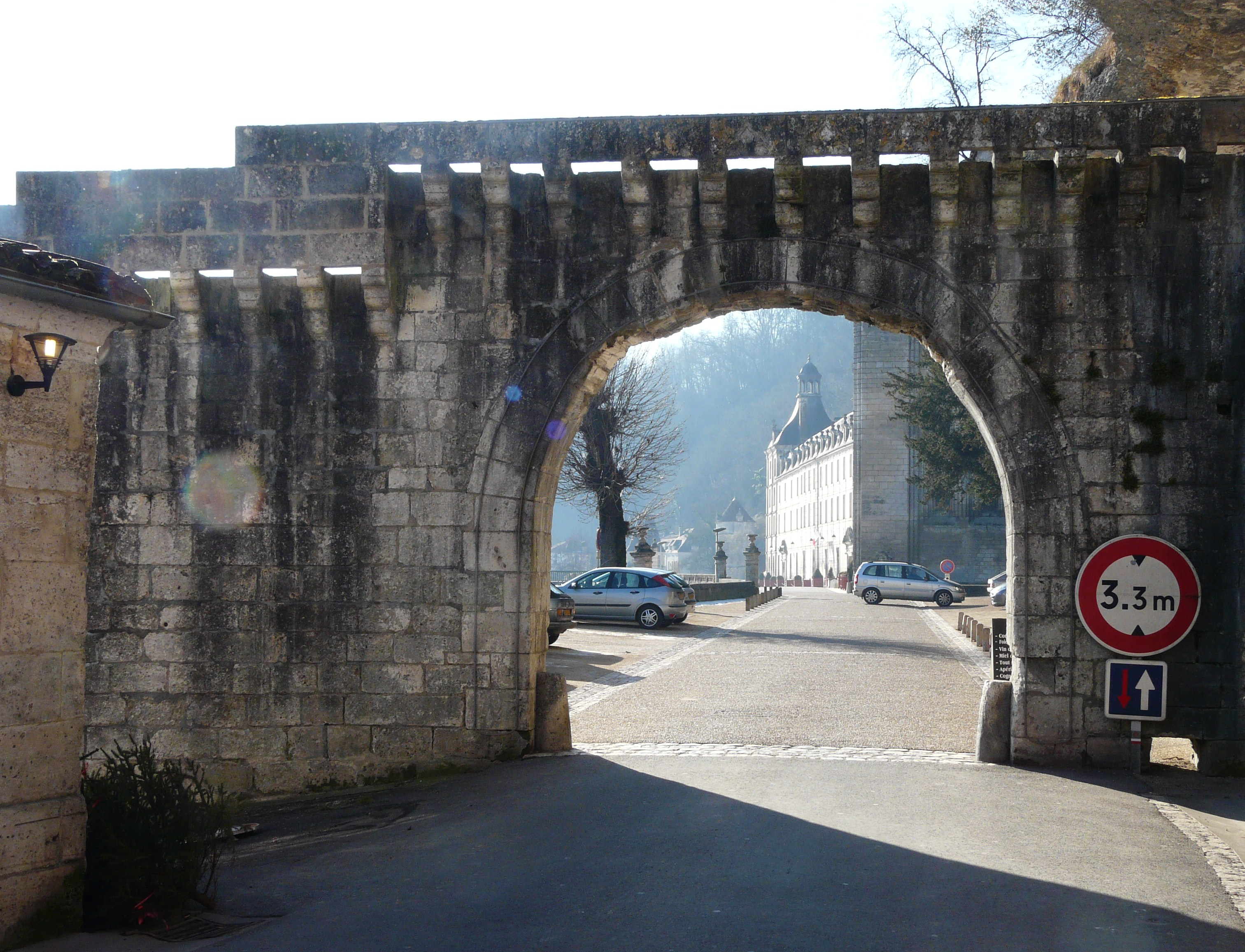
Городские ворота Реформес
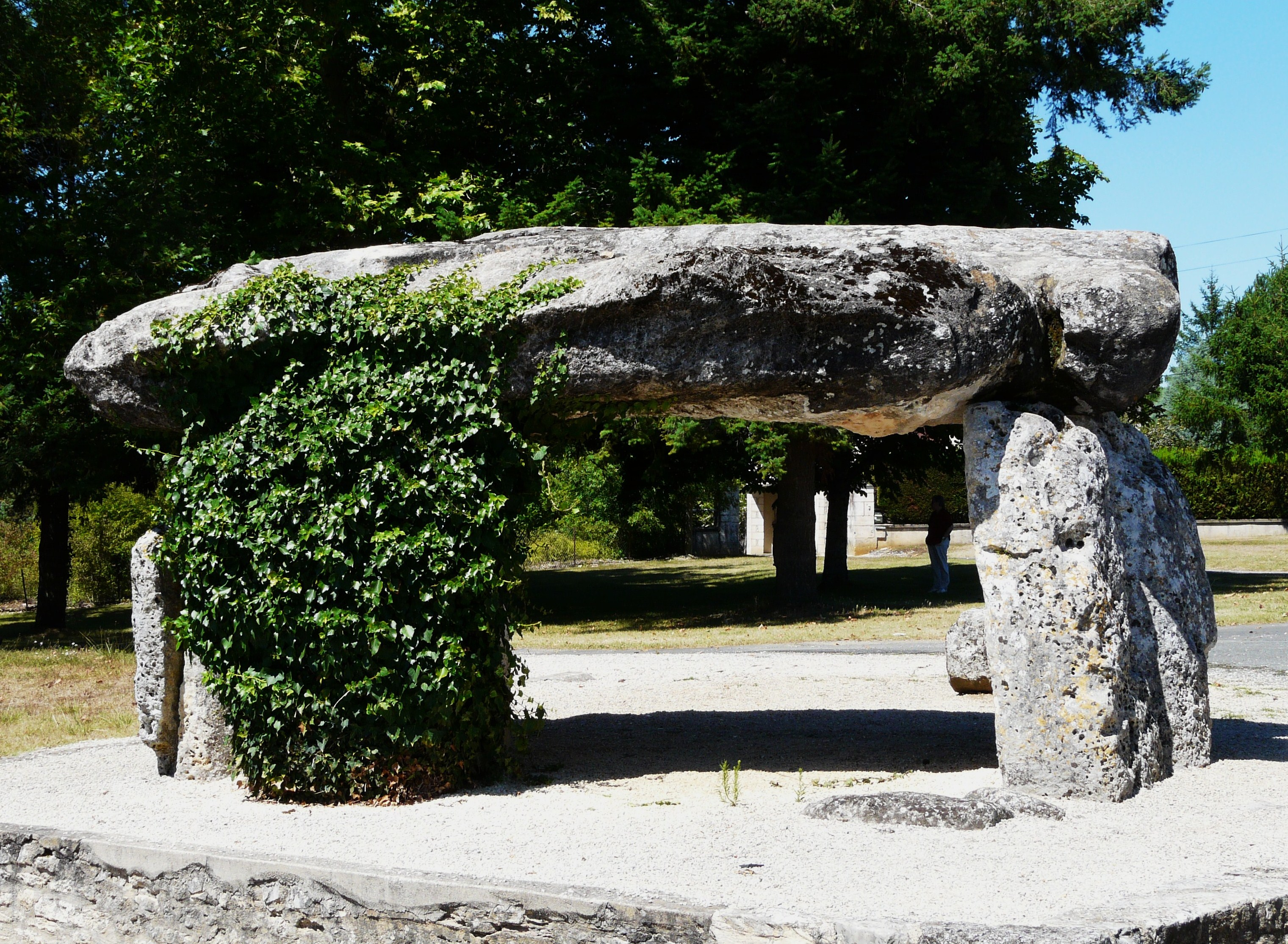
Дольмен Ла-Пьер-Леве
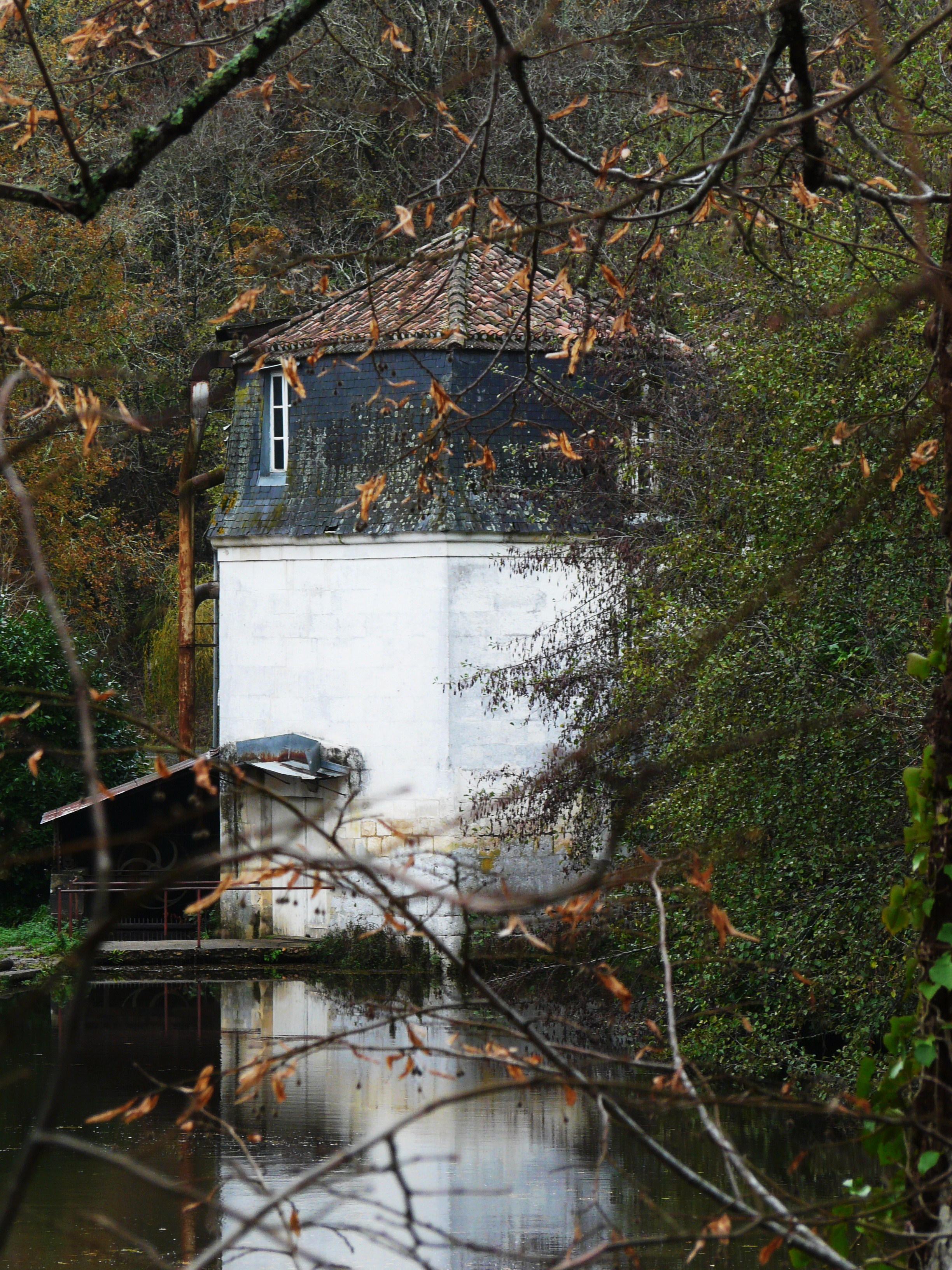
Водяная мельница
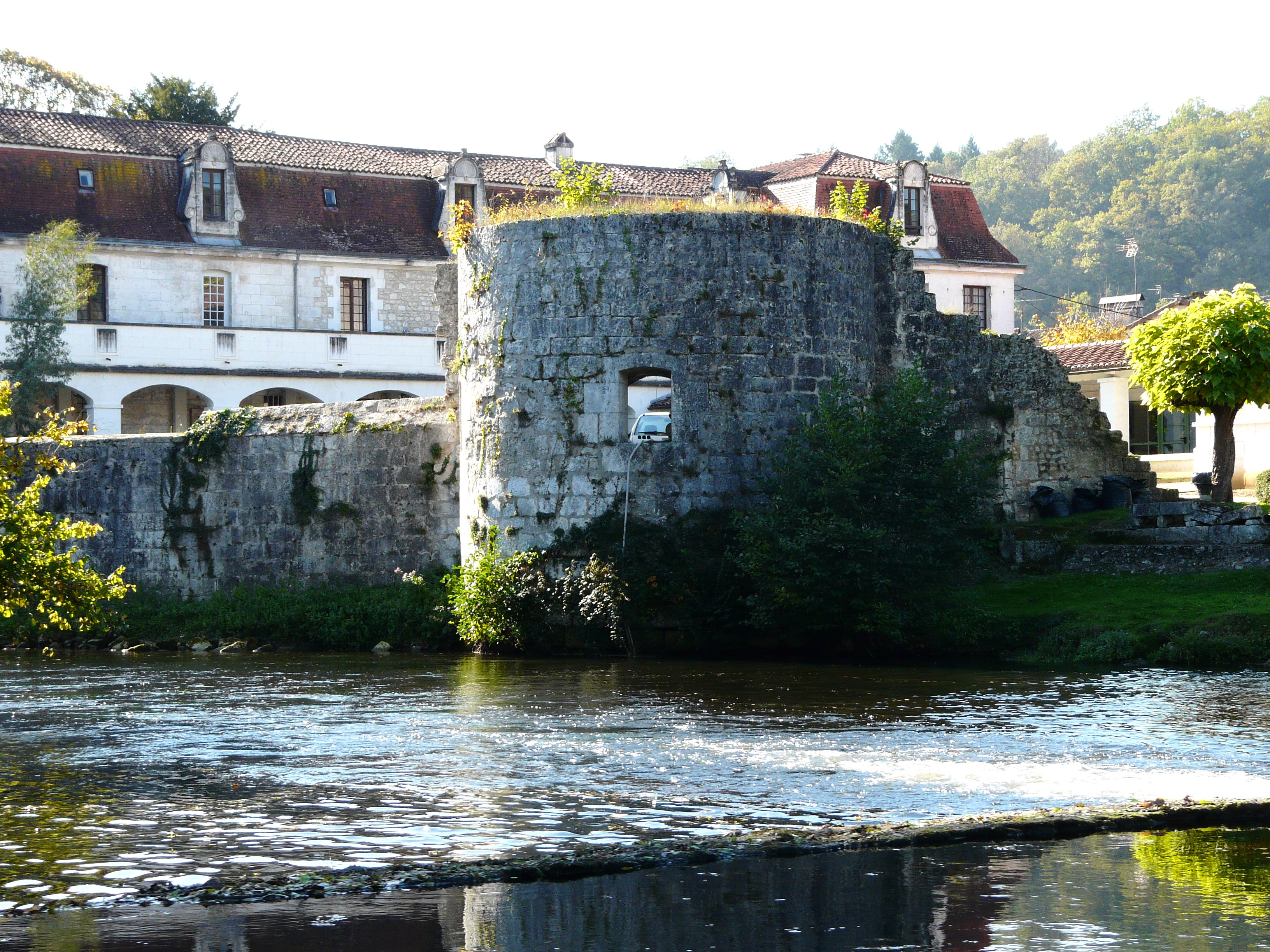
Руины башни и река Дрон